# Лаошан BMX стаза
Лаошан BMX стаза, Laoshan Bicycle Moto Cross (BMX), односно Мотокрос стаза Лаошан (поједностављен кинески језик: 老山小轮车赛场; традиционални кинески језик: 老山小輪車賽場; пињин: Lǎoshān Xiǎolúnchē Sàichǎng) је једно од места одржавања Летњих олимпијских игара 2008. на којима су била домаћин такмичења у BMX бициклизму, спорту који дебитује на Играма. Стаза је изграђена у округу Шиџингшан, западно од Пекинга.
Лаошан BMX стаза је била привремена BMX тркачка стаза у Пекингу.
Изградња трасе почела је у децембру 2006. године и завршена је у августу 2007. године. Налазио се на површини од 1,98 хектара. Der Startpunkt war 10 Meter breit, an anderen Punkten betrug die Breite jedoch nur 5 Meter. Полазна тачка је била широка 10 метара, а на осталим местима ширина је била само 5 метара. Der Startpunkt war 10 Meter breit, an anderen Punkten betrug die Breite jedoch nur 5 Meter. Стаза је садржала скокове, плотове и друге препреке. Да би се одржала брзина  олакшају њихово кочење, траса је изграђена благо низбрдо (пратећи правац стазе) за 4 метра. Der Startpunkt war 10 Meter breit, an anderen Punkten betrug die Breite jedoch nur 5 Meter. Постоје одвојене траке за мушкарце и жене, које се укрштају у одређеним тачкама.
Од 20. до 21. августа 2007.године у објекту су се одржавала такмичења УЦИ Свјетског купа. Сврха овога је била да се испита његова подобност за Олимпијске игре.
Током игара поред стазе су подигнуте челичне цевасте трибине са пластичним седиштима, које нуде простор за 4.000 гледалаца. Лаошан Велодром је у непосредној близини.
Место је коришћено за мушке и женске БМКС трке. Арена је последњих година претворена у пропадање.

## Информације о спортској локацији
- Тип: привремени
- Укупна површина: 3.650 м²
- Фиксна седишта: 0
- Привремена мјеста: 4.000
- Почетак радова: 30.12.2006